# Bowridge Hill
Bowridge Hill – wieś w Anglii, w hrabstwie Dorset. Leży 41 km na północ od miasta Dorchester i 158 km na zachód od Londynu.